# Penčice (Přerov)
Penčice (německy Pentschitz) jsou vesnice, část statutárního města Přerova. Nachází se asi sedm kilometrů severně od Přerova. Prochází zde silnice II/436. Přerov XIII-Penčice leží v katastrálním území Penčice o rozloze 2,2 km² a Penčičky o rozloze 1,8 km².
Nachází se zde soutok potoka Říka s říčkou Olešnice (přítok Morávky).

## Název
Na vesnici bylo přeneseno původní pojmenování jejích obyvatel Penčici. Jeho základem bylo osobní jméno Penek či Penka (domácké podoby jména Benedikt) a znamenalo "Penkovi lidé". Jméno se též vyskytovalo v podobě Pěnčice (první doklady počátkem 16. století), která vznikla druhotně přikloněním k pěti ("zpívat") nebo pěna. Původně šlo o dvě vesnice se stejným jménem bez rozlišení, neboť náležely různým majitelům. U jihozápadních Penčic (Penčiček) se koncem 14. století objevuje přívlastek Malé (nejprve v latinských podobách Parvum a Minus), od 15. století je doložena zdrobnělina Penčičky (či Pěnčičky). Z roku 1551 je u Penčiček doložen přívlastek Dolní podle polohy níže na toku Olešnice vůči (Horním) Penčicím. Severovýchodní Penčice mají v dokladech přívlastek Velké (německy Groß) až od 18. století.

## Pamětihodnosti
- Sochy svatého Jáchyma, Josefa a Libora
- Hřbitovní brána